# Aldgate (ort)
Aldgate är en ort i Australien. Den ligger i kommunen Adelaide Hills och delstaten South Australia, omkring 15 kilometer sydost om delstatshuvudstaden Adelaide. Aldgate ligger 446 meter över havet och antalet invånare är 3 343.
Runt Aldgate är det ganska tätbefolkat, med 56 invånare per kvadratkilometer.. Närmaste större samhälle är Adelaide, omkring 15 kilometer nordväst om Aldgate. 
I omgivningarna runt Aldgate växer i huvudsak blandskog. Genomsnittlig årsnederbörd är 729 millimeter. Den regnigaste månaden är juni, med i genomsnitt 133 mm nederbörd, och den torraste är december, med 21 mm nederbörd.